# ميشيل شارتييه
ميشيل شارتييه (بالفرنسية: Michel Chartier)‏ هو صحفي فرنسي، ولد في 26 فبراير 1912 في لوار في فرنسا، وتوفي في 11 يوليو 2006 في إيكولي ‏ في فرنسا.